# Viaggio in oriente di Nicola II

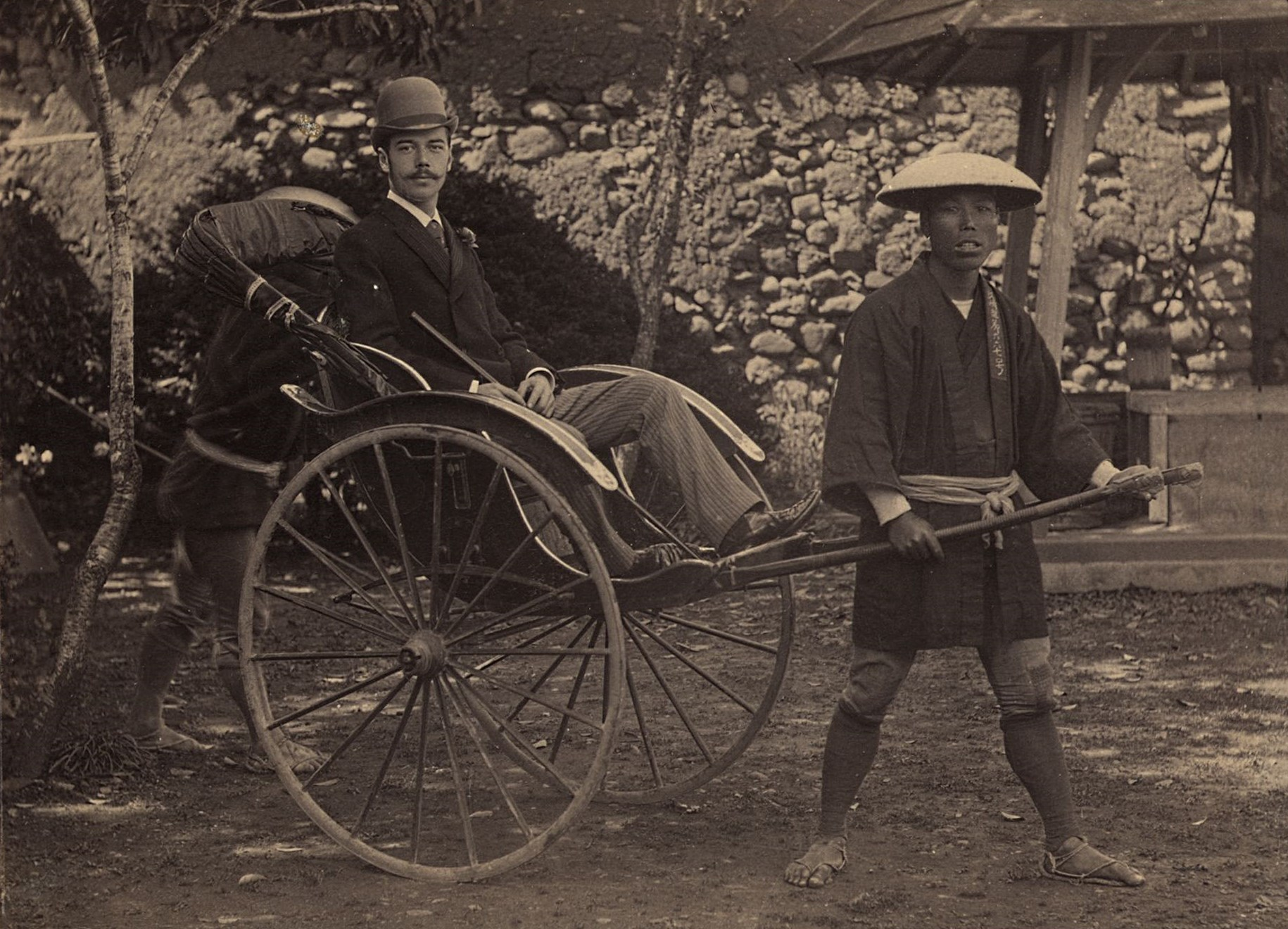
Lo zarevic Nicola a Nagasaki.

Il viaggio in oriente di Nicola II nel 1890–1891 fu intrapreso da sua altezza imperiale lo zarevic Nikolaj Aleksandrovič Romanov, il futuro zar Nicola II, intorno alla maggior parte dell'Eurasia.
La lunghezza totale del viaggio dell'erede al trono dell'Impero russo fu di oltre 51.000 km., dei quali 15.000 km. su ferrovia e 22.000 km. per mare.
Durante la sua visita all'Impero giapponese, Nicola fu l'obiettivo di un fallito tentativo di assassinio.
Dopo la grande ambasceria di Pietro il Grande, un lungo viaggio a scopo educativo divenne una parte importante della formazione dei membri della casa imperiale Russa.
Nel 1890 lo zar Alessandro III di Russia decise di costituire la ferrovia Transiberiana ed il suo erede, lo zarevic Nicola prese parte alla cerimonia di apertura.

## Viaggio

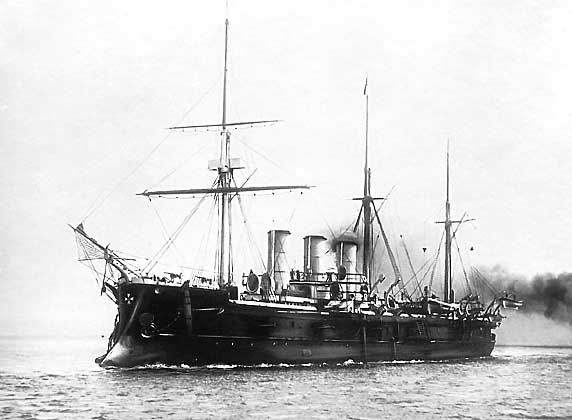
Il Pamiat Azova, 1890.

Il 23 ottobre, dopo la funzione religiosa a Gatchina, lo zarevic prese il treno e, passando per Vienna, si recò a Trieste dove si imbarcò sull'Incrociatore Pamjat' Azova ("Memoria di Azov").
Questo percorso fu scelto a causa delle probabili difficoltà diplomatiche derivanti dall'intenzione dell'Impero ottomano di tenere chiusi gli stretti del Bosforo e dei Dardanelli.
Da Trieste la spedizione arrivò al porto del Pireo, dove Nicola incontrò la sua madrina Ol'ga Konstantinovna Romanova e suo marito re Giorgio I di Grecia.
Il loro figlio, il principe Giorgio di Grecia entrò a far parte dell'equipaggio della nave ammiraglia come un ufficiale.
Dalla Grecia lo zarevic navigò fino a Porto Said, in Egitto.
Mentre la sua nave passava per il Canale di Suez, Nicola con il suo seguito viaggiò lungo il Nilo fino all'attuale Assuan.
Da Suez andarono ad Aden e l'11 dicembre arrivarono a Bombay da dove Nicola iniziò una lunga traversata dell'India che si concluse a Colombo.
Nicola visitò tutti i luoghi più importanti dell'India, incluso il Taj Mahal e l'Harimandir Sahib (Tempio d'Oro) ed acquistò numerose opere d'arte esotica, poi trasferite a vari musei russi.
Lasciata Ceylon il 31 gennaio, la spedizione continuò per Singapore, l'isola di Giava e Bangkok.
In Siam il futuro imperatore passò una settimana come ospite del re Rama V dal quale Nicola ricette un'onorificenza e preziosi doni.
Il 13 marzo entrò a Nanchino da dove iniziò la parte cinese del suo viaggio, visitando piantagioni e manifatture di tè.
Il 15 aprile 1891, accompagnato da sei navi della Marina imperiale russa, Nicola arrivò nell'Impero giapponese.
La flotta del Pacifico russa con lo zarevic fece scalo prima a Kagoshima, poi a Nagasaki ed infine a Kōbe, da dove lo zarevic si recò via terra a Kyoto, qui fu accolto da una delegazione guidata dal principe Arisugawa Taruhito.
Il principe Nicola mostrò interesse per l'artigianato tradizionale giapponese, si fece fare un tatuaggio e comprò una forcina ornamentale per una ragazza giapponese che si trovò per caso vicino a lui.
Il 29 aprile (del Calendario giuliano o l'11 maggio del moderno Calendario gregoriano) avvenne il famoso Incidente di Ōtsu, quando Nicola fu ferito in un tentativo di assassinio.

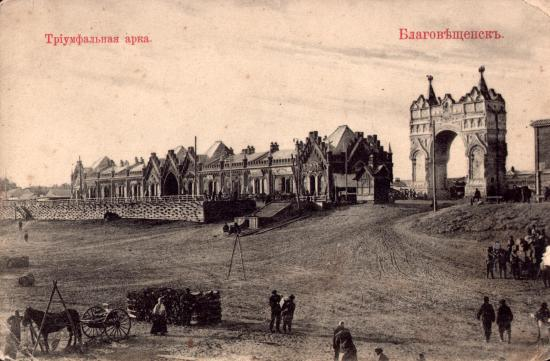
Arco trionfale eretto a Blagoveščensk nel 1891, in onore dello zarevic in visita.

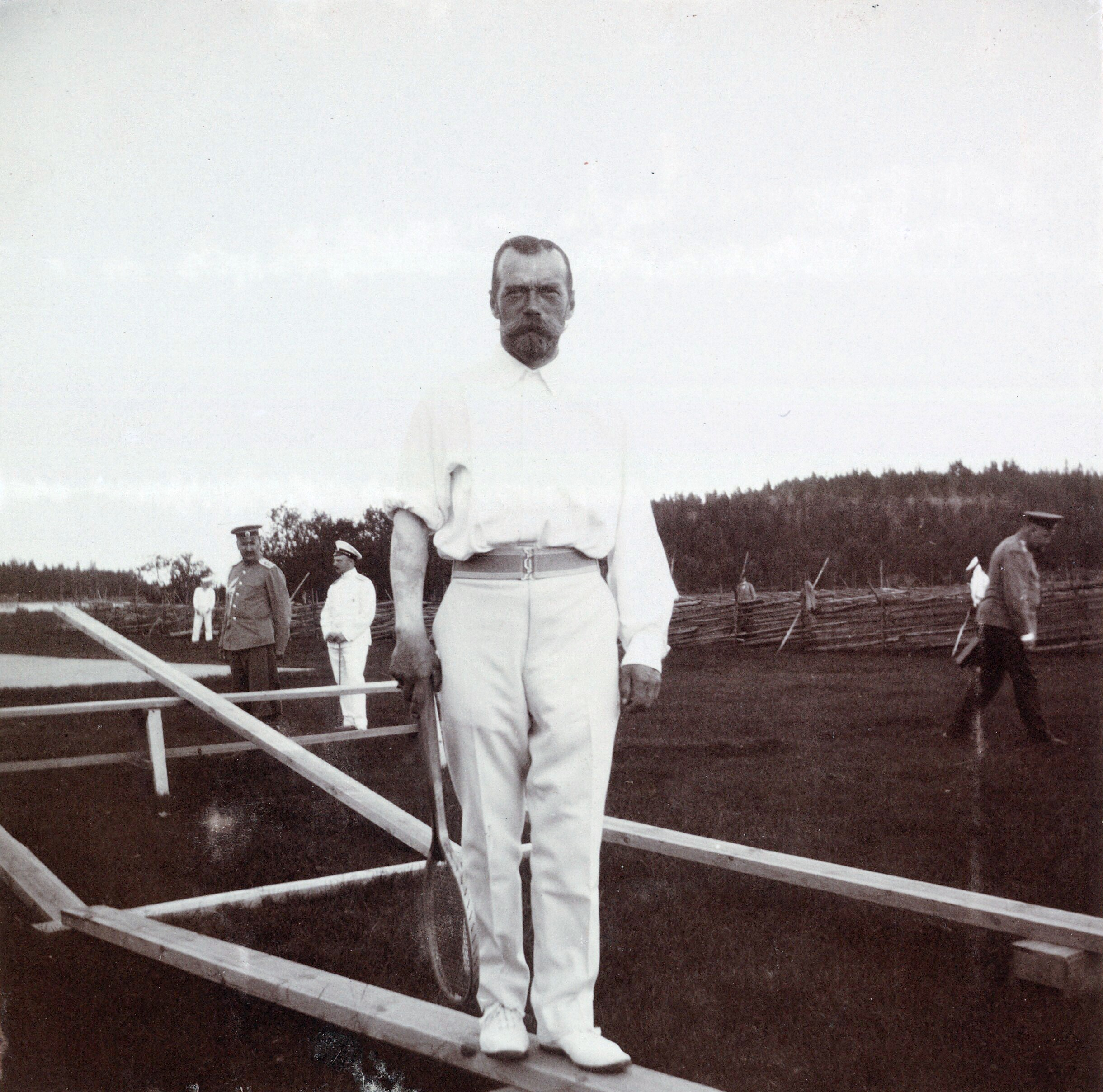
Lo zar Nicola II negli anni '10: come ricordo di quel viaggio in Oriente, Nicola II si fece tatuare sul suo braccio destro un drago cinese (in parte visibile in foto).

Il 7 maggio Nicola partì da Kobe e quattro giorni più tardi arrivò a Vladivostok, qui eseguì la parte ufficiale della sua missione ed iniziò il suo viaggio di ritorno a San Pietroburgo attraverso l'intera lunghezza della Russia.
Egli viaggiò via terra e con un battello fluviale passando per Chabarovsk, Blagoveščensk, Nerčinsk, Čita, Irkutsk, Tomsk, Surgut, Tobol'sk, Tara, Omsk e Orenburg e poi tornò in treno a San Pietroburgo.
Per celebrare la visita del futuro imperatore, archi trionfali furono eretti in diverse città siberiane.

### Reportage
Prese parte al viaggio anche il principe Esper Uchtomskij che raccolse importanti note etnografiche sui luoghi visitati, in seguito pubblicò una storia illustrata di questo viaggio, in tre volumi.
Più di 200 foto furono scattate da Vladimir Mendeleev, un figlio di Dmitrij Mendeleev, che era membro dell'equipaggio della Pamjat' Azova.

### Tabella di marcia
- 4 novembre (23 ottobre per il Calendario giuliano) 1890: partenza da Gatčina;
- 7 novembre 1890: partenza da Trieste;
- 22 novembre–10 dicembre 1890: visita dell'Egitto;
- 23 dicembre 1890: arrivo a Bombay;
- 23 dicembre 1890–12 gennaio 1891: viaggio in India:
  - Bombay,
  - Agra,
  - Lahore,
  - Amritsar,
  - Benares,
  - Calcutta,
  - Bombay,
  - Madras;
- 11 gennaio 1891: arrivo a Ceylon;
- 11 febbraio (31 gennaio per il Calendario giuliano) 1891: partenza da Colombo;
- 19 marzo (7 marzo per il Calendario giuliano) 1891: arrivo a Bangkok;
- 25 marzo 1891: partenza da Bangkok;
- 4 aprile 1891: arrivo a Hong Kong;
- 27 aprile 1891: arrivo a Nagasaki, Giappone;
- 11 maggio 1891: Incidente di Ōtsu;
- 18 maggio (6 maggio per il Calendario giuliano) 1891: celebrazione del ventitreesimo compleanno di Nicola a Osaka;
- 19 maggio 1891: partenza da Kōbe;
- 23 maggio 1891: arrivo a Vladivostok;
- 2 giugno (21 maggio per il Calendario giuliano) 1891: partenza da Vladivostok;
- 16 agosto 1891: arrivo a San Pietroburgo.

## Curiosità

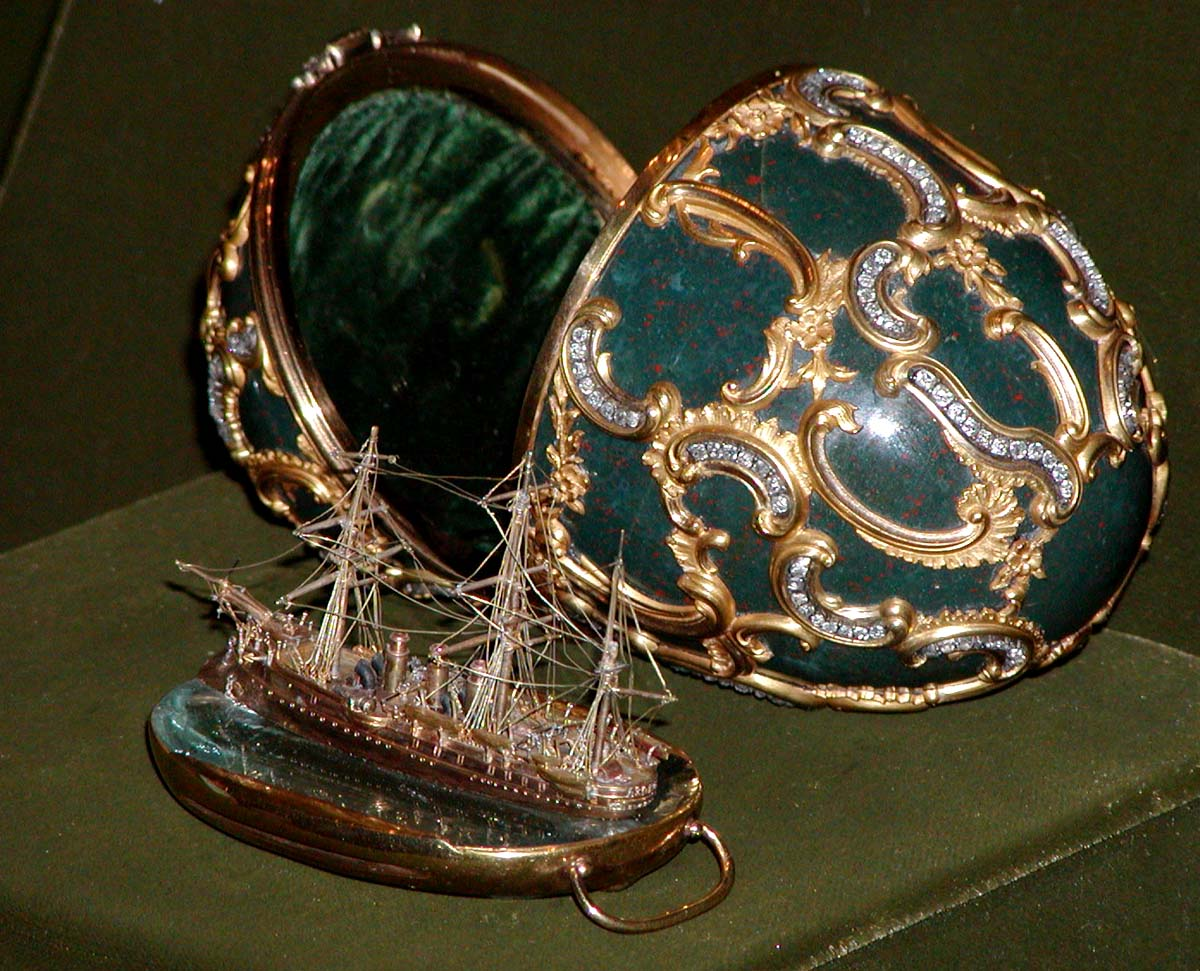
Uovo del "Memoria di Azov".

Il viaggio in oriente di Nicola fu commemorato da Fabergè con l'uovo del "Memoria di Azov", che contiene una riproduzione in miniatura dell'incrociatore Pamjat' Azova.